# Ecorregión marina islas Sandwich del Sur
La ecorregión marina islas Sandwich del Sur (del inglés: South Sandwich Islands) es una georregión ecológica situada en aguas marinas próximas a la Antártida. Se la incluye en la provincia marina mar de Scotia de la ecozona oceánica océano Austral (en inglés Southern Ocean).
Esta ecorregión se distribuye en las aguas y costas que rodean a las subantárticas islas Sandwich del Sur, en el océano Atlántico sur, próximo al océano Antártico.